# Giuseppe Obici

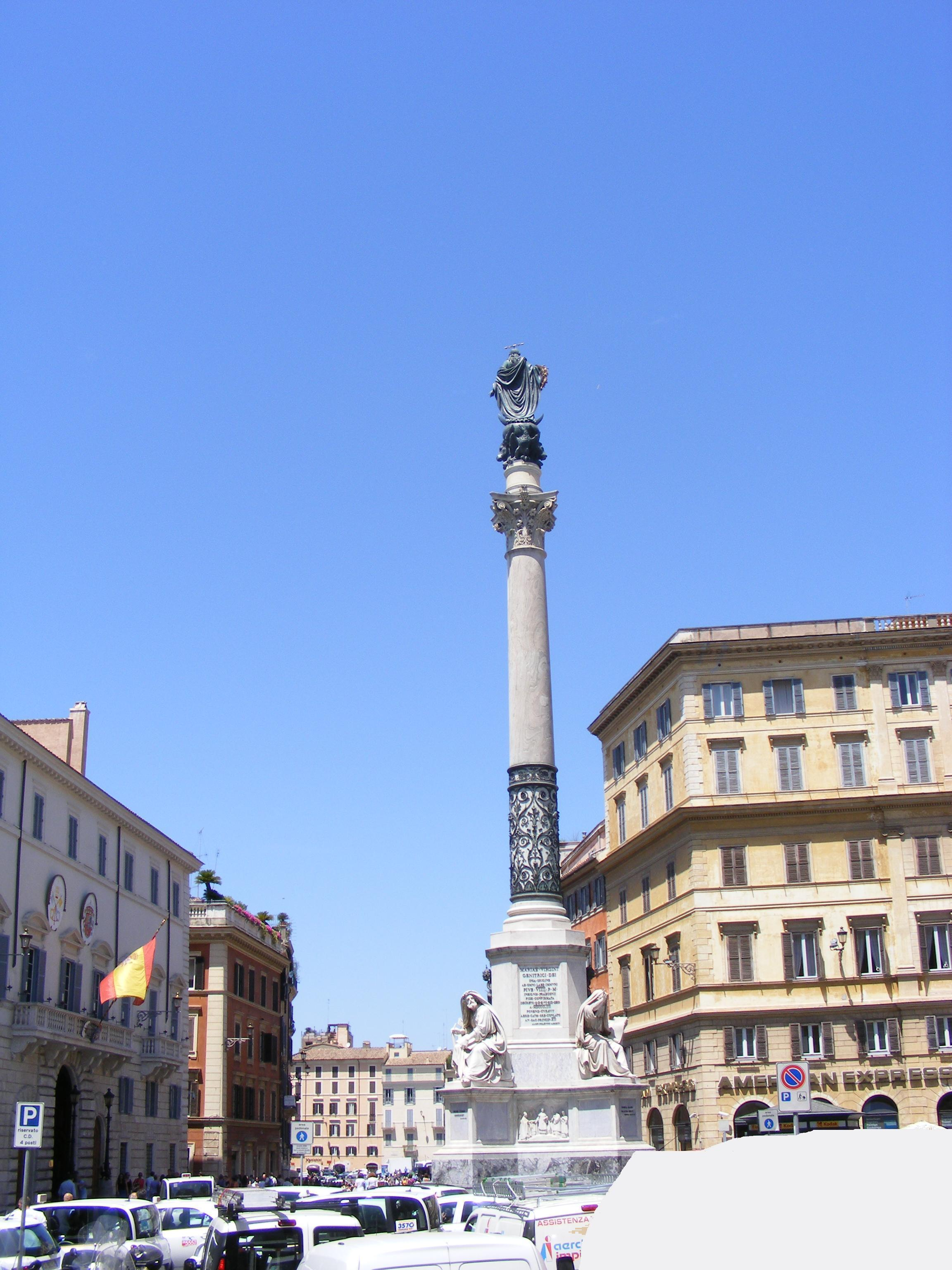
La Colonna dell'Immacolata, Roma

Giuseppe Obici (Spilamberto, 10 ottobre 1807 – Roma, 14 maggio 1878) è stato uno scultore italiano.

## Biografia
Nato a Spilamberto in provincia di Modena, nella via che oggi porta il suo nome, dal mercante Domenico fu Antonio e dalla tessitrice Matilde di Baldassarre Bernardoni.             Giuseppe Obici mostrò fin da bambino una forte propensione per le arti; cresciuto, frequentò contemporaneamente il Seminario (per poter usufruire di un lascito familiare) e l'Accademia di Belle Arti di Modena, per poi dedicarsi esclusivamente a quest'ultima. Nel 1834 grazie ad una borsa di studio del Duca Francesco IV d'Este si trasferì a Carrara per seguire l'Accademia di Perfezionamento, poi dal 1837 fu a Roma, città che decise di non lasciare anche a fronte dell'offerta ducale di salire alla cattedra di scultura dell'Accademia di Modena. Obici morì a Roma nel 1878 e qui fu sepolto, ma nel 1981 le sue spoglie furono traslate nel cimitero di Spilamberto.

## La statua dell'Immacolata Concezione
L'8 dicembre del 1854 Papa Pio IX proclamò il dogma dell'Immacolata Concezione e diede il via alla realizzazione di un monumento celebrativo, per il quale fu indetto un concorso vinto dall'architetto modenese Luigi Poletti.
La realizzazione dell'immagine della Madonna fu affidata a Giuseppe Obici: l'artista realizzò una statua in bronzo alta 4 metri e del peso di 20000 libbre, che ottenne unanime apprezzamento. Pare che Obici abbia utilizzato come modella per la Vergine la propria suocera, donna di grande bellezza ma anche assai chiacchierata per i suoi rapporti con il genero e con altri artisti dell'epoca.
Il monumento, posto in Piazza di Spagna, fu inaugurato l'8 dicembre 1857, quando agli ordini del Poletti circa 200 pompieri issarono la colonna romana alta 12 metri sulla cui sommità fu posta la statua dell'Obici. Per questo motivo ogni anno sono proprio i pompieri a portare un mazzo di fiori sulla cima della colonna in occasione della festa dell'Immacolata.

## Altre opere
- Roma, Basilica di San Paolo fuori le mura: San Paolo, marmo
- Modena, Museo civico d'arte: Soldato ferito, marmo
- Roma, Basilica di Santa Maria sopra Minerva: S. Giovanni Battista, 1856, marmo
- Spilamberto, Chiesa di San Giovanni Battista: S. Giovanni Battista, 1852 (prova in gesso della precedente)
- Spilamberto, Antiquarium: “Narciso alla fonte”, gesso